# Кар’єра марнотрата
«Кар'єра марнотрата» (англ. The Rake's Progress, рос. Похождения повесы) — опера Ігоря Стравінського в дусі неокласицизму. Лібрето Віст Одена і Честера Коллмена , засноване на сюжетах циклу з восьми картин і гравюр XVIII століття за однойменною назвою англійського художника Вільяма Хогарта. Стравінський бачив ці картини в 1947 році на виставці в Чикаго.
Сюжет про духовну загибель якогось Тома Рейквелла, який кидає улюблену Енн Трулав заради насолод Лондона в компанії Ніка Шедоу, який виявляється Дияволом. Після декількох несприятливих подій, підстроєних Дияволом, Том потрапляє в Бедлам, психіатричну лікарню на південь від Лондона.

## Дійові особи
| партія                                    | голос         | Виконавець на прем'єрі 11 вересня 1951 Диригент: Ігор Стравінський |
| ----------------------------------------- | ------------- | ------------------------------------------------------------------ |
| Том Рейквелл                              | тенор         | Роберт Раунсвілл                                                   |
| Нік Шедоу                                 | баритон       | Отакар Краус                                                       |
| Трулав                                    | бас           | Рафаель Аріє                                                       |
| Енн, його дочка                           | сопрано       | Елізабет Шварцкопф                                                 |
| Матушка-Гуска                             | контральто    | Нелл Тенджімен                                                     |
| Баба-туркеня                              | меццо-сопрано | Дженні Турель                                                      |
| Селла, аукционщика                        | тенор         | Південь Адемар Кюено                                               |
| Наглядач в бедламі                        | бас           | Емануель Менкес                                                    |
| Завсідники кубла, слуги, божевільні — хор |               |                                                                    |

## Зміст

### Дія 1
Том Рейквелл хоче одружитися на Енн Трулав, але її батько проти цього шлюбу, тому що не довіряють Тому, який не має постійної роботи. Том зустрічає Ніка Шедоу, який стверджує, що Том став багатим спадкоємцем, так як невідомий родич помер, залишивши йому багато грошей. Він пропонує Тому стати слугою і слідувати за ним до Лондона, щоб допомогти розібратися зі своєю спадщиною. Нік підштовхує Тома до відвідування різних розважальних і сумнівних закладів. Том погоджується провести ніч з Матінкою-гускою в борделі. У той же самий час Енн сумує за Томом і не розуміє, чому так довго немає від нього звісток. Вона передбачає, що щось могло трапитися з ним, і сама вирішує вирушити до Лондона, щоб розшукати Тома.

### Дія 2
Тома обтяжує аморальний спосіб життя, і він визнається Ніку в своєму нещасті, на що Нік відповідає, що Том повинен продемонструвати свою незалежність і одружитися на Бабі-туркені, знаменитій бородатій леді. Незабаром Енн знаходить Тома в Лондоні. Вона з'являється в той момент, коли Том сходить з носилок з Бабою-туркенею, на якій він тільки що одружився. Том вимагає від Енн піти, він щиро шкодує про ситуацію, що склалася. У наступній сцені Том вже ненавидить свій шлюб з Бабою, що має вибуховий характер і забагато балакає. Том змушує її замовкнути, лише кинувши свою перуку їй на обличчя, після чого Том засинає. Уві сні до нього приходить Нік і демонструє «чудо-машину», яка, за його твердженням, здатна перетворювати каміння в хліб. Том кричить уві сні, що він хотів би, щоб це стало реальністю, і, прокинувшись, бачить машину, про яку мріяв. Нік переконує Тома, що він може заробити багато грошей, якщо відкриє бізнес і буде створювати такі машини, але приховує, що це — шахрайство.

### Дія 3
Бізнес Рейквелла не вдався. Том знаходиться на межі розорення, і Селлем готується виставити будинок Тома на аукціон. Баба-туркеня з моменту, коли Том змусив її замовкнути за допомогою перуки, паралізована. Коли вона приходить до тями, вона починає обурюватися, адже на аукціон виставлені її речі, але потім заспокоюється, коли з'являється Енн. Баба радить їй знайти Тома і «наставити його на шлях істинний» і попереджає про загрозу від Ніка Шедоу. Баба заявляє, що повертається до свого колишнього способу життя. На кладовищі Нік відкриває своє справжнє обличчя і показує Тому, що він насправді Диявол і каже, що Том повинен віддати йому душу в якості оплати. Опівночі, Нік пропонує йому шлях до порятунку у вигляді гри в карти. Том виграє, але тільки тому, що він думав про Енн. Нік, програвши, занурюється в пекло, накладаючи на Тома прокляття божевілля. Тома відправляють в божевільню, знаменитий Бедлам. Він вважає, що він Адоніс і що Енн насправді є Венерою, богинею любові. Енн відвідує його, співає йому колискову, потім тихо йде від нього. Коли він розуміє, що вона покинула його, він помирає.
В епілозі головні персонажі вказують на просту мораль: диявол завжди творить зло руками людей пустопорожніх.

## Історія створення і постановок
Опера була вперше виконана в Венеції 11 вересня 1951 року зі Елізабет Шварцкопф, яка виконала партію Енн Трулав. У 1957 році спектакль входив до складу першого сезону опери Santa Fe . Сам композитор брав участь в репетиціях. Видатна постановка також відбулася в 1975 році на Глайндборнському оперному фестивалі, яка була поставлена Девідом Хокні. Вона була відроджена в Королівському оперному театрі Ковент-Гарден в липні 2008 року. У сезоні 2012—2013 років опера ставилася на сцені Палацу Гарньє в Парижі.
У Росії опера вперше була поставлена Борисом Покровським . У 2003 опера була поставлена на новій сцені Великого театру (диригент-постановник Олександр Титов, режисер-постановник і художник Дмитро Черняков). Українські оперні театри станом на 2020 рік на постановку «Кар'єри марнотрата» не наважувались.

## Дискографія
Повні аудіозаписи опери «Кар’єра марнотрата» здійснили (серед інших) І. Ф. Стравінський (1964), Р. Шайї (1983), С. Одзава (концертна, 1995), Дж. Е. Гардінер (1997).